# Contea di Walton (Florida)
La contea di Walton (in inglese Walton County) è una contea della Florida, negli Stati Uniti. Il suo capoluogo amministrativo è DeFuniak Springs.

## Geografia fisica
La contea ha una superficie di 3.206 km² di cui il 14,58% è coperta d'acqua. Confina con:
- Contea di Covington - nord-ovest
- Contea di Geneva - nord-est
- Contea di Holmes - est
- Contea di Washington - est
- Contea di Bay - sud-est
- Contea di Okaloosa - ovest

## Storia
La contea di Walton fu istituita nel 1824 e fu nominata così per ricordare George Walton, segretario del territorio della Florida dal 1821 al 1826.

## Città principali
- DeFuniak Springs
- Freeport

## Politica
| Anno | Repubblicani | Democratici | Altri |
| ---- | ------------ | ----------- | ----- |
| 2004 | 73,2%        | 25,9%       | 0,9%  |
| 2000 | 66,5%        | 30,8%       | 2,6%  |
| 1996 | 49,7%        | 34,4%       | 15,9% |
| 1992 | 42,2%        | 28,7%       | 29,1% |
| 1988 | 69,3%        | 29,9%       | 0,7%  |